# Lista de fobias
As fobias resultam da aversão ou medo psiconeurótico a objetos ou situações particulares. O número de fobias possíveis é quase infinito. Os dicionários médicos assinalam muitas centenas. Os NOMES das fobias são derivados da conjunção do nome grego que indica a coisa temida ao sufixo fobia.

## A
- Abissofobia — medo de abismos, precipícios;
- Ablepsifobia — medo de ficar cego;[2]:27
- Ablutofobia — medo de tomar banho;
- Acarofobia — medo de ter a pele infestada por pequenos organismos (ácaros);[2]:58
- Acerofobia — medo a produtos ácidos;
- Acluofobia — medo ou horror exagerado à escuridão;
- Acridofobia — medo ou pavor de gafanhotos;
- Acrofobia — medo de altura;
- Acusticofobia — medo relacionado aos ruídos de alta intensidade;
- Aeroacrofobia — medo de lugar aberto e alto;[2]:38
- Aerodromofobia — medo de viagens aéreas;
- Aerofobia — medo de ventos, engolir ar ou aspirar substâncias tóxicas;
- Aeronausifobia — medo de vomitar (quando viaja de avião);
- Afefobia — medo de ser tocado;
- Afobia — medo da falta de fobias;
- Agirofobia — medo de ruas ou cruzamento de ruas;
- Agliofobia — medo de sentir dor, sinônimo de algofobia;
- Agorafobia — medo de lugares abertos, de estar na multidão, lugares públicos ou deixar lugar seguro;
- Agrafobia — medo de abuso sexual;
- Agrizoofobia — medo de animais selvagens;
- Aicmofobia — medo de agulhas de injeção ou objetos pontudos;
- Ailurofobia — medo de gatos. Idem galeofobia ou gatofobia;
- Aletrorofobia — medo de galinhas (ornitofobia);
- Algofobia — medo de dor. Idem agliofobia;[3]
- Amatofobia — medo de poeiras;
- Amaxofobia — medo mórbido de se encontrar ou viajar dentro de qualquer veículo de transporte;
- Ambulofobia — medo de andar;
- Amnesifobia — medo de perder a memória;
- Anatidaefobia — medo de ser observado por patos;
- Ancraofobia ou Anemofobia — medo de correntes de ar;
- Androfobia — medo de homens;
- Anginofobia — medo de engasgar;
- Antlofobia — medo exagerado de enchentes ou de inundações;
- Antofobia — medo de flores;[4]
- Antropofobia — medo de pessoas ou da sociedade;
- Anuptafobia — medo de ficar solteiro(a);
- Apifobia — medo de abelhas;
- Aporofobia — medo ou aversão às pessoas pobres;
- Aquafobia — medo de água;[5]
- Aracnefobia ou Aracnofobia — medo de aranhas;
- Astenofobia — medo de desmaiar ou ter fraqueza;
- Astrofobia ou astrapofobia — medo de trovões e relâmpagos;
- Ataxofobia — medo de desordem;
- Atelofobia — medo de ser imperfeito;
- Autofobia — medo de si mesmo ou de ficar sozinho (Monofobia, Isolofobia);
- Automatonofobia — medo de bonecos de ventríloquo, criaturas animatrônicas, estátuas de cera (qualquer coisa que represente falsamente um ser sensível);
- Azinofobia — medo de ser agredido pelos pais.
- Alariofobia — medo de estar incomodando alguém em espaço público

## B
- Bacilofobia ou Bacteriofobia  — medo de bactérias (Microbiofobia);
- Balistofobia  — medo de mísseis;
- Basofobia ou basifobia  — medo de andar ou cair (inabilidade de ficar em pé);[6]
- Batofobia  — medo de profundidade (tanto aérea quanto submarina)
- Batracofobia  — medo de anfíbios (como sapos, salamandras, rãs etc.);[7]
- Belonofobia  — medo de objetos pontiagudos, afiados;[8]
- Bibliofobia  — medo ou aversão a livros
- Biofobia  — medo da vida
- Blenofobia — medo de muco ou coisas viscosas;[9][7]
- Botanofobia — medo de plantas[10]
- Brontofobia  — medo de trovões e relâmpagos[7]

## C
- Cacomorfobia  — medo de pessoas gordas. Não confundir com ódio ou preconceito à pessoas gordas.
- Cacorrafiofobia  — medo de fracasso ou falhar;[11]
- Caetofobia  — medo de pelos;
- Cainofobia ou cainotofobia  — medo de novidades;
- Calipsefobia  — medo do apocalipse;
- Cardiofobia  — medo do infartos;
- Catagelofobia  — aversão à críticas[12]
- Catapedafobia  — medo de saltar de lugares baixos ou altos;
- Catisofobia  — medo de sentar-se;
- Catoptrofobia  — medo de espelhos;
- Catsaridafobia ou katsaridafobia  — medo de baratas;
- Cenofobia ou centofobia  — medo que caracteriza-se pela aversão e medo mórbido de sentir inquietação de grandes espaços abertos;
- Cenosilicafobia - medo paralisante e irracional de ver copos (principalmente de bebidas alcoólicas) vazios;[13][14]
- Cimofobia  — medo de ondas ou de movimentos parecidos com ondas;
- Cinetofobia ou cinesofobia  — medo de movimento;
- Cinofobia  — medo de cães;
- Cipridofobia, ciprifobia, ciprianofobia, ou ciprinofobia  — medo de prostitutas ou doenças venéreas;
- Ceraunofobia  — medo de trovão;
- Coreofobia  — medo de dançar;[15]
- Coitofobia  — medo ou aversão a sexo;
- Coniofobia  — medo de poeira (amatofobia);
- Cosmicofobia  — medo de fenômenos cósmicos;
- Claustrofobia  — medo de espaços confinados ou lugares fechados ou seja, o oposto da agorafobia;
- Cleitrofobia ou cleisiofobia  — medo de ficar trancado em lugares fechados;
- Cleptofobia  — medo de ser roubado;
- Climacofobia  — medo de degraus (subir ou cair de degraus);
- Clinofobia  — medo de ir para a cama;
- Clitrofobia ou cleitrofobia  — medo de ficar fechado;
- Cnidofobia  — medo de cordas;
- Cometofobia  — medo de cometas;
- Coulrofobia  — medo de palhaços
- Colpofobia  — medo de órgãos genitais femininos;[16]
- Coimetrofobia  — medo de cemitérios;[17]
- Contreltofobia  — medo de abuso sexual;
- Coprofobia  — medo de fezes;
- Cratofobia  - medo de demonstrações de poder, sejam elas por autoridades políticas ou por grandes catástrofes;
- Cremnofobia  — medo de precipícios;
- Criofobia  — medo de frio intenso, gelo ou congelamento;
- Cristãofobia  — cristofobia ou cristianofobia  — atitude ou visão de mundo de que os valores cristãos e os cristãos estão sendo oprimidos por grupos sociais e governos.
- Cromofobia ou cromatofobia  — medo de cores;
- Cronofobia  — medo da passagem do tempo
- Cronomentrofobia  — medo de relógios;
- Cosmilarofobia — medo do fim do mundo
- Claroevidenciofobia  — medo de ser encontrado por algo ou alguém
- Cenirofobia  — medo de morrer temporariamente e ser enterrado ainda vivo
- Cetofobia  — medo intenso e irracional de baleias

## D
- Darwinofobia  — aversão ou repulsa ao darwinismo e a Charles Darwin.
- Decidofobia  — aversão de tomar decisões;[18]
- Deipnofobia  — medo de jantar e conversas do jantar;
- Demonofobia  — medo de demônios;[19]
- Demofobia ou enoclofobia  — medo de multidão (agorafobia);
- Dendrofobia  — medo de árvores;
- Dermatosiofobia, dermatofobia ou dermatopatofobia  — medo de doenças de pele;
- Dextrofobia  — medo de objetos do lado direito do corpo;
- Diabetofobia  — medo de diabetes;
- Dinofobia  — medo de vertigens ou redemoinho;
- Diplofobia  — medo de visão dupla;
- Dipsofobia  — medo de beber (bebidas alcoólicas);
- Disabiliofobia  — medo de se vestir na frente de alguém;
- Dismorfofobia  — medo de deformidade;
- Distiquifobia  — medo de acidentes;
- Domatofobia ou oiquofobia  — Medo de casas ou estar em casa;
- Dorafobia  — medo de pele de animais;
- Dromofobia  — medo de cruzar ruas.
- Dropiofobia — Aversão de pele humana solta do corpo
- Dalionofobia — Medo de estar sendo observado toda vez que está sem roupas

## E
- Eisoptrofobia  — medo de espelhos ou de se ver no espelho;
- Electrofobia  — medo de eletricidade;
- Eleuterofobia  — medo da liberdade;
- Elurofobia  — medo de gatos (ailurofobia);
- Emetofobia  — medo de vomitar;
- Enosiofobia ou enissofobia  — medo de ter cometido um pecado ou crítica imperdoável;
- Entomofobia  — medo de insetos;
- Epistaxiofobia  — medo de sangrar do nariz;
- Epistemofobia  — medo do conhecimento;
- Equinofobia  — medo de cavalos;
- Eremofobia  — medo de ficar só;
- Ereutrofobia  — medo de ficar vermelho;
- Ergasiofobia  — medo de trabalhar ou de operar (cirurgião);
- Ergofobia  — medo do trabalho;
- Eritrofobia, eritofobia ou ereutofobia  — medo de luz vermelha ou do vermelho;
- Eretofobia  — medo mórbido de sentir dor durante relações sexuais;
- Erotofobia  — medo de discutir ou falar sobre assuntos sexuais
- Esciofobia ou esciafobia  — medo de sombras
- Escolecifobia  — medo de vermes;
- Escopofobia ou escoptofobia  — medo de estar sendo olhado;
- Escotofobia  — medo de escuro;
- Escotomafobia  — medo de cegueira;
- Esfecsofobia  — medo de marimbondos;
- Espectrofobia  — medo de fantasmas ou espectros;
- Estasibasifobia ou estasifobia  — medo de ficar de pé ou andar (ambulofobia);
- Estaurofobia  — medo de cruz ou crucifixo;
- Estenofobia  — medo de lugares ou coisas estreitas;
- Estigiofobia  — medo do inferno;
- Estruminofobia  — medo de morrer defecando;
- Estupefaçofobia  — medo de estupefacientes ou de os consumir;
- Estupofobia  — medo de pessoas estúpidas;
- Esofofobia  — medo do órgão esôfago
- Elienofobia — medo de coisas analógicas

E antigas
- Elofobia  — medo de morrer ao mexer no telefone

## F
- Fagofobia  — medo de engolir ou de comer;
- Falacrofobia  — medo de tornar-se careca;
- Farmacofobia  — medo de tomar remédios;
- Febrifobia, fibrifobia ou fibriofobia  — medo de febre;
- Fengofobia  — medo da luz do dia ou nascer do sol;
- Filemafobia ou filematofobia  — medo de beijar;
- Filofobia  — medo de apaixonar-se;
- Filosofobia  — medo de filosofia;
- Fobia social  — medo de estar sendo avaliado negativamente (socialmente);
- Fobofobia  — medo de fobias;
- Fotoaugliafobia  — medo de luzes muito brilhantes;
- Fronemofobia  — medo de pensar;
- Ftisiofobia  — medo de tuberculose;
- Flatusfobia  — medo de liberar flatos
- Falaniofobia — medo de falar e pronunciar palavras
- Fasiofobia — medo de ter uma pelúcia viva
- Fatasifobia — medo de um conhecido já falecido retornar como um espírito

## G
- Galeofobia ou gatofobia — medo de gatos, mesmo que Ailurofobia;
- Gamofobia — medo de casar;
- Gatesfobia — medo de ficar rico;
- Gefirofobia, gefidrofobia ou gefisrofobia — medo de cruzar pontes;
- Geliofobia — medo de rir;
- Gelotofobia — medo de ser motivo de piada;
- Geniofobia — medo de manter a cabeça erguida;
- Gerascofobia — medo de envelhecer;
- Gerontofobia — medo de pessoas idosas;[20]
- Geumafobia ou geumofobia — medo de sabores;
- Ghostfobia — Medo de fantasmas;
- Gimnofobia — medo de nudez;
- Ginofobia, ginefobia ou ginecofobia — medo de mulheres;
- Glossofobia — medo de falar ou tentar falar em público;
- Gnosiofobia — medo do conhecimento.
- Gordofobia — aversão a pessoas gordas.
- Gastrofobia — medo de morrer por problemas no estômago
- Galisoniofobia — medo de crianças de 5 a 7 anos
- Ginibifobia — agonia de beber água ou líquidos

## H
- Hadefobia  — medo do inferno;
- Hagiofobia  — medo de santos ou coisas santas;
- Hamartofobia  — medo de pecar;
- Hafefobia ou haptefobia  — medo de ser tocado ou de tocar em alguém ou em alguma coisa;
- Harpaxofobia  — medo de ser roubado;
- Hedonofobia  — medo de sentir prazer;
- Heliofobia  — medo do sol;
- Hemofobia, hemafobia ou hematofobia  — medo de sangue;
- Heresifobia ou hereiofobia  — medo de desafiar a doutrina oficial (governo);
- Herpetofobia  — medo de répteis;
- Hexacosioihexecontahexafobia  — medo do número 666;
- Hidrargiofobia  — medo de medicamentos à base de mercúrio;
- Hidrofobofobia  — medo de raiva;
- Hielofobia ou hialofobia  — medo de vidro;
- Hierofobia  — medo de padres ou coisas sacras;
- Higrofobia  — medo de líquidos ou umidade;
- Hilefobia  — medo de materialismo ou de epilepsia;
- Hilofobia  — medo de florestas;
- Hipengiofobia ou hipegiafobia  — medo de responsabilidade;
- Hipnofobia  — medo de dormir ou ser hipnotizado;
- Hipofobia  — medo de casas;
- Hipsifobia  — medo de altura;
- Hodofobia  — medo de atravessar estradas;
- Hormefobia  — medo de ficar abalado ou chocado;
- Homiclofobia  — medo de neblina;
- Hominofobia  — medo de homens, mesmo que androfobia;
- Homofobia  — medo ou aversão a pessoas homossexuais;
- Hoplofobia  — medo de armas de fogo;
- Hipopotomonstrosesquipedaliofobia  — medo de palavras grandes;
- Hurinatofobia  — medo de urinar ( medo de um líquido sair ao envés de urina )
- Holiofobia  — medo de ser queimado por óleo quente, plástico derretido, caramelo quente etc...

## I
- Iatrofobia  — medo de ir ao médico;
- Ictiofobia  — medo de peixe;
- Ideiafobia  — medo de mente ou pensar ou ter ideias
- Ilingofobia  — medo de vertigem ou sentir vertigem quando olha para baixo;
- Iofobia  — medo de veneno;
- Insectofobia  — medo de insectos;
- Isolofobia  — medo da solidão, de estar sozinho, o medo de ficar isolado (Autofobia, Monofobia);
- Isopterofobia  — medo de cupins.
- intereufobia — medo de ser comido vivo por um humano canibal e medo de encontrar alguém canibal ( normalmente desconfiando de todos a sua volta )
- iterrupitalofobia — medo de apagar interruptores de luz durante a noite
- Isisofobia — medo de ter o seu espaço invadido (Quarto, banheiro etc... )

## J
- Judeofobia  — medo irracional e doentio de judeus.
- Jenalogiofobia — medo de saber sobre a sua geração passada ou o medo de perceber que avançou demais no tempo.

## K
- Kosmemofobia  — medo de joias.
- kanaliofobia — medo de seitas ou maldições

## L
- Lachanophobia ou lachanofobia  — medo de vegetais;
- Lactofobia  — medo de leite;
- Laicofobia  — medo de não pertencer a uma religião[2]
- Laliofobia ou lalofobia  — medo de falar;
- Lesbofobia  — aversão ou preconceito a mulheres lésbicas;
- Leprofobia ou leprafobia  — medo de lepra;
- Ligirofobia  — medo de barulhos;
- Ligofobia  — medo de escuridão;

- Lilapsofobia  — medo de furacões;
- Limnofobia  — medo de lagos;
- Linonofobia  — medo de cordas;
- Lipofobia  — medo de

gordura;
- Lissofobia  — medo de ficar louco;
- Literofobia  — medo de letras;
- Liticafobia  — medo de processos (civil);
- Locquiofobia  — medo de nascimento (criança);
- Logizomecanofobia  — medo de computadores;
- Logofobia  — medo de palavras;
- Luefobia  — medo de sífilis

## M
- Mageirocofobia  — medo de cozinhar;
- Maieusiofobia  — medo da infância;
- Malaxofobia  — medo de amar (sarmassofobia);
- Maniafobia  — medo de insanidade;
- Mastigofobia  — medo de punição;
- Mecanofobia  — medo de máquinas;
- Megalofobia  — medo de coisas grandes;[21]
- Melanofobia  — medo de cor preta;
- Melissofobia  — medo de abelhas;
- Melofobia  — medo ou ódio de música;
- Meningitofobia  — medo de doença nervosa;
- Merintofobia  — medo de ficar amarrado;
- Metalofobia  — medo de metal;
- Metatesiofobia  — medo de mudar;
- Meteorofobia  — medo de meteoros;
- Metifobia  — medo de álcool;
- Metrofobia  — medo ou ódio de poesia;
- Micofobia  — medo ou aversão por cogumelos;
- Microbiofobia  — medo de micróbios (bacilofobia);
- Microfobia  — medo de coisas pequenas;
- Mictofobia  — medo de escuridão;
- Mirmecofobia  — medo de formigas;
- Misofobia  — medo de germes, contaminação ou sujeira;
- Mitofobia  — medo de mitos, histórias ou declarações falsas;
- Mixofobia  — medo de qualquer sustância viscosa (blenofobia);
- Mnemofobia  — medo das memórias e lembranças passadas;
- Molismofobia ou molisomofobia  — medo de sujeira ou contaminação;
- Monofobia  — medo de solidão ou ficar só (Autofobia, Isolofobia);
- Monopatofobia  — medo de doença incurável;
- Motefobia  — medo de borboletas ou mariposas;
- Motorfobia  — medo de automóveis;
- Musofobia ou murofobia  — medo de ratos.
- mafucofobia  — medo de se machucar, acidentar.

## N
- Narigofobia  — medo de narizes;
- Nebulafobia  — medo de neblina (homiclofobia);
- Necrofobia  — medo de morte ou coisas mortas;
- Nelofobia  — medo de vidro;
- Neofarmafobia  — medo de medicamentos novos;
- Neofobia  — medo de qualquer coisa nova;
- Nefofobia  — medo de nevoeiros;
- Nictofobia  — medo da escuridão ou da noite;
- Noctifobia  — medo da noite;
- Nictohilofobia  — medo de áreas florestais escuras ou florestas à noite[22]
- Ninfofobia  — medo do sexo;
- Nomofobia  — medo de ficar sem acesso a computadores ou celulares[23][24]
- Nipofobia  — medo ou aversão a japoneses e/ou sua cultura;
- Nosocomefobia  — medo de hospital;
- Nosofobia ou nosemafobia  — medo de ficar doente;
- Nostofobia  — medo de voltar para casa;
- Novercafobia  — medo da madrasta;
- Nucleomitufobia  — medo de armas nucleares;
- Nudofobia — medo de ficar nu ou da nudez de outros

## O
{{Colunas-lista|3|
- Obesofobia  — medo de ganhar peso (pocrescofobia);
- Oclofobia  — medo de multidão;
- Ocofobia  — medo de veículos;
- Odinofobia ou odinefobia  — medo da dor (algofobia);
- Odontofobia  — medo de dentista ou cirurgia odontológica;
- Oenofobia  — medo de vinhos;
- Ofidiofobia  — medo de cobras;
- Oftalmofobia  — medo de estar sendo vigiado;
- Olfactofobia  — medo de cheiros;
- Ombrofobia  — medo de chuva ou de estar chovendo;
- Ometafobia ou omatofobia  — medo de olhos;
- Oneirofobia  — medo de sonhos;
- Onomatofobia  — medo de ouvir certas palavras ou nomes;
- Ornitofobia  — medo de aves;
- Ostraconofobia  — medo de ostras;
- Orientalofobia  — medo de orientais;[25]
- Ornitofobia  — medo de pássaros;
- Octofobia  — medo do número 8.

onfalofobia  medo umbigo

## P
- Parcopresis — aversão de defecar na frente de pessoas reais ou imaginárias;
- Pantofobia — medo de tudo ou de todas as fobias;
- Pedofobia — medo de crianças;
- Penterofobia — medo da sogra;
- Pluviofobia — medo irracional da chuva;
- Pirofobia — medo do fogo;
- Parascavedecatriafobia — medo de sexta-feira 13;
- Pogonofobia — medo irracional de barba;
- Ptesiofobia — medo de viajar de avião;
- Pareidofobia — medo ou pavor de identificar padrões ou formas familiares, como rostos, em objetos ou superfícies.

 
|

## Q
- Quemofobia  — medo de substâncias químicas ou de trabalhar com elas;
- Queraunofobia — de trovões ou raios
- Quenofobia  — medo de espaços vazios;
- Quifofobia  — medo de parar;
- Quimofobia  — medo de ondas;
- Quionofobia  — medo de neve;
- Quinofobia  — medo de raiva (doença);
- Quiraptofobia  — medo de ser tocada(o);
- Quilofobia  — medo de roedores.

 
|

## R
- Rabdofobia — medo de ser severamente punido;
- Radiofobia — medo de radiação, Raio—X;
- Ripofobia — medo de defecar;
- Ritifobia — medo de ficar enrugado;
- Rupofobia — medo de sujeira.

|}

## S
- Sarmassofobia  — medo de seduzir e de participar de jogos de sedução;
- Satrofobia ' — medo de setas apontando ou pessoas apontando para algo desconhecido ou invisível
- Selafobia  — medo de flashes (luzes);
- Selachofobia  — medo de tubarões;[26]
- Selenofobia  — medo da lua;
- Seplofobia  — medo de material radiativo;
- Sesquipedalofobia (Hipopotomonstrosesquipedaliofobia)  — medo de palavras grandes;
- Sexofobia  — medo de fazer sexo;
- Sidafobia  — medo, aversão ou discriminação contras pessoas soropositivas, sejam elas simples portadoras de VIH/HIV ou doentes da SIDA/AIDS.
- Siderodromofobia  — medo de trem ou viagem de trem;
- Siderofobia  — medo de estrelas;
- Sinistrofobia  — medo de coisas do lado esquerdo, mão esquerda;
- Sitofobia ou Sitiofobia  — medo de comida ou comer (cibofobia);
- Socerafobia  — medo de padrasto ou madrasta;
- Sociofobia  — medo da sociedade ou de pessoas em geral;
- Somnifobia  — medo de dormir;[27]
- Singenesofobia  — medo de parentes;
- Sifilofobia  — medo de sífilis;
- Sofofobia  — medo de aprender;
- Soteriofobia  — medo de dependência dos outros;
- Surifobia  — medo de camundongo (rato);
- Simbolofobia  — medo de símbolos.
- Sedireafobia  — medo de ser sequestrado, andar só nas ruas a noite, ( evitar contato de outras pessoas por medo de ser sequestrado )

## T
- Tacofobia ou Tachofobia  — medo de velocidade;
- Taeniofobia ou Teniofobia  — medo de solitária (tênia);
- Tafofobia ou tafefobia  — medo de ser enterrado vivo;
- Talassofobia  — medo do mar;
- Tanatofobia ou tantofobia  — medo da morte ou de morrer;
- Tapinofobia — medo de palavras longas[28]
- Taurofobia  — medo de touro;
- Teatrofobia  — medo de teatro;
- Tecnofobia  — medo de tecnologia;
- Telefonofobia  — medo de telefone;
- Teleofobia  — medo de definir planos ou de cerimônias religiosas;
- Teofobia  — medo de Deus ou de religião;
- Teologicofobia  — medo de teologia;
- Teratofobia  — medo de deformidades, pessoas com deformações
- Termofobia  — medo de calor;
- Testofobia  — medo de fazer provas (escolares);
- Tetanofobia  — medo de tétano;
- Tetrafobia  — medo do número 4;

- Tiranofobia  — medo de tiranos ou ditadores;
- Tocofobia  — medo de gravidez;
- Tomofobia  — medo de cirurgia;
- Tonitrofobia  — medo de trovão;
- Topofobia  — medo de certos lugares ou situações, que dão medo ou pavor;
- Toxifobia, toxofobia ou toxicofobia  — medo de se envenenar;
- Traumatofobia  — medo de traumas (físicos);
- Trezidavomartiofobia  — medo de terça-feira 13;
- Tripanofobia  — medo de injeções;
- Tripofobia  — nome dado a aversão por padrões de furos organizados
- Triscaidecafobia  — medo do número 13;
- Tropofobia  — medo de mudar ou fazer mudanças.[29]

| - Unatractifobia — medo de pessoas feias; - Uranusfobia — medo do planeta Urano; - Uranofobia — medo do céu; - Urifobia — aversão ou medo irracional a fenômenos paranormais; - Urofobia — medo de urina ou do ato de urinar; - Uiofobia — medo dos próprios filhos; medo da prole. | - Vacinofobia — medo de vacinação; - Verbofobia — medo de palavras; - Verminofobia — medo de vermes; - Vitricofobia — medo do padrasto. | - Xantofobia — medo da cor amarela / medo de objetos de cor amarela; - Xerofobia — medo de secura, aridez; - Sinofobia — aversão à China, aos chineses ou à cultura chinesa; - Xilofobia — medo de objetos de madeira ou de floresta. - Zelofobia — medo irracional do ciúme; - Zoofobia — medo de animais. |

## Discriminação e preconceito
- Bifobia  — aversão ou preconceito a bissexuais;
- Homofobia — aversão ou preconceito a homossexuais ou homossexualidade;
- Transfobia — aversão ou preconceito transexuais;
- Xenofobia — medo/aversão a estrangeiros ou imigrantes em um país novo ou desconhecidos
- Eurofobia  — aversão ou preconceito a União Europeia.[31]

## Ciências naturais
- Hidrofobia — a propriedade de repelir água

## Condições médicas
- Fonofobia  — hipersensibilidade a sons muito altos;
- Fotofobia  — hipersensibilidade a luz;
- Osmofobia — hipersensibilidade a odores